# Piramide van de zon

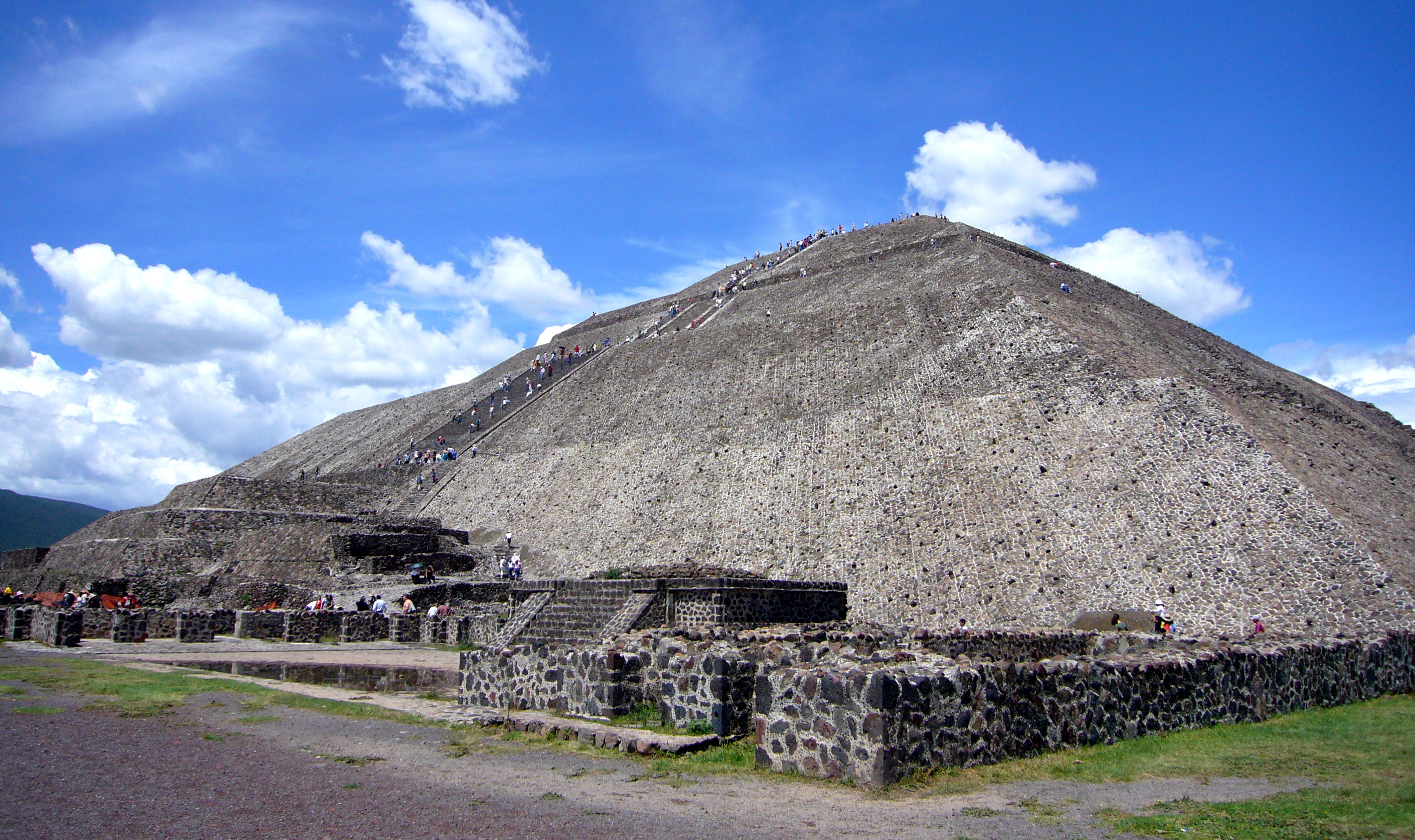
De piramide van de zon, Teotihuacán, Mexico

De piramide van de zon is het grootste bouwwerk in de Mexicaanse ruïnestad Teotihuacán en het op een-na-grootste bouwwerk van het precolumbiaanse Meso-Amerika. In Teotihuacán bevindt de piramide zich tussen de Piramide van de maan en La Ciudadela, aan la Calzada de los muertos (Dodenlaan).
De piramide van de zon is door de Azteken zo genoemd, wat de oorspronkelijke functie was, is niet bekend. De piramide is in twee fasen gebouwd. De eerste fase was rond het jaar 100. Hierbij werd al het grootste deel van de piramide gebouwd. In de tweede fase, in de derde eeuw, werd een tempel met een altaar op het platform op de top geplaatst. Deze is echter niet bewaard gebleven. De piramide heeft een grondoppervlak van 225 bij 225 meter en een hoogte van 72 meter. De verhouding tussen de basis en de hoogte komt overeen met de gulden snede: (225*2)/72=0,16.